# 광동제약
광동제약(廣東製藥, Kwang Dong Pharmaceutical)는 1963년에 창립된 제약 회사이다. 한방 제품 및 음료 전문 제약기업이다.
본사 및 본점은 경기도 과천시 과천대로7다길 52 (갈현동)에 위치에 있으며, 공장은 경기도 평택시에 위치에 있다. 송탄 공장 근처에 GMP 공장이 있고, 그 곳에서 얼마 안 떨어져 중앙연구소가 있었으나 현재는 구로로 이전하였다. 창업자는 최수부, 현재 CEO는 최성원 부회장이다.

## 역대 슬로건
- 한방을 과학화하는 (1980 ~ 1996)
- 광동 60주년, 최고를 향한 올바른 고집 (2023)

## 연혁
- 1963년 10월 16일 광동제약사 창업 (용산구 동빙고동,보건사회부 의약품 제조업 제226호)창업주 최수부 회장/광동 경옥고 발매
- 1971년 기미녹각대보정 생산판매/쾌장환,비너스환 생산판매
- 1973년 9월 12일 광동제약주식회사로 상호변경/서울 구로동 공장 준공/거북표 우황청심원 제조허가
- 1975년 서울신약 인수 및 본사 및 공장 소재지/모범 납세자 국세청장상 수상/광동쌍화탕 생산개시
- 1977년 광동 한방차 생산개시
- 1978년 한이제약 인수/소화제 라이겔 발매
- 1980년 국내 최초 어린이 종합 한방영양제 아이튼정 발매
- 1981년 전국 새마을 지도자 대회 대통령상 수상/개풍경옥고 일본에 수출
- 1983년 독자기술로 개발한 급만성간염 치료제 편자환 발매
- 1984년 새마을훈장 협동장 수상(대통령)
- 1984년 급만성간염 치료제 편자환이 원광대학 부속병원에 임상결과 발표
- 1985년 기존 제품명을 광동쌍화탕 효능이 더 좋아진 광동탕으로 변경
- 1987년 광동제약 병원사업부 신설 (코포랑 판매)
- 1987년 광동제약 중앙연구소 설립
- 1988년 기존 제품명을 거북표우황청심원에서 광동우황청심원으로 변경 (1988년 5월 부터)
- 1988년 급만성간염 치료제 편자환이 동남아지역 수출 개시
- 1989년 기업공개로 상장기업으로 출발
- 1989년 알로에성분 건위소화제 로에 발매
- 1990년 광동제약 송탄 제1공장 준공
- 1991년 운지버섯 드링크 운지천 출시
- 1992년 광동제약 송탄KGMP공장 준공
- 1993년 광동제약 송탄KGMP 적격업체 지정 (보건사회부)
- 1994년 KGMP공장 환경관리 모범업체로 선정 (환경처)
- 1996년 국민훈장 목련상 수상 (보건복지부)/광동제약 대전사옥 매입 (지상2층, 연건평256평/광동제약 대구사옥 준공 (지하2층,지상6층, 연건평876평)
- 1997년 97 노사협력우량기업 선정 (노동부)
- 2000년 모범납세자 재경부장장관상 수상/생약복합제의 조성물 (사항대체청심원)특허(234494)/맞춤형 감기약 하디콜 시리즈 신발매/광동한방병원,강남성모병원과 양ㆍ한방 의료협력 협약 체결
- 2001년 비타500 출시/'대한민국 의약박람회 참가 (COEX)/'2001 신노사문화우수기업 선정(노동부)
- 2002년 남녀고용평등대상 고용기회평등부분 우수상 수상(노동부)/경영진단컨설팅(딜로이트컨설팅)/본사 소재지 이전(서울시 강남구 삼성동 157-27)/광동제약 VISION 선포/광동제약 구로동 본사 기공식/매출액 1,000억 돌파
- 2003년 창립 40주년 기념 행사/광동제약 중앙연구소 확장개편
- 2004년 ERP 시스템 OPEN/비타500 미주지역 수출(U$20만)/비만 전문치료제 아디펙스 발매식/식품공장 1,000bpm 설비 기념식/광동 40년사 및 최수부 회장 자서전 발간 기념식
- 2005년 최수부 회장 '동암 약의 상' 수상/식품드링크 1,100라인 준공식/비타500, 한국능률협회 선정 마케팅대상 명품 브랜드상 수상/월매출 200억 초과 달성/SK C&C(주)와 ‘KM 기반의 EDMS 구축 제휴 조인식’/대만만풍그룹(萬豊集團)과 비타500 수출 협약/㈜다이노나사와 단클론항체 백혈병치료제의 독점판매권 협약
- 2006년 파인켐과 신약원료 등 국산화 공동연구 및 개발ㆍ협약 체결/최수부 회장 한국능률협회선정 '한국의 경영자상' 수상/광동옥수수수염차 출시/최수부 회장 한국CEO연구포럼 선정 한국CEO 그랑프리 수상/광동옥수수수염차 한국 패키지디자인학회 선정 디자인 대상 수상
- 2007년 광동제약, 美 노바델사와 항구토신약 도입계약 체결/비타500 15억병 판매돌파/비타500, 대한비타민연구회 공식인증음료로 선정/광동제약, 서초동으로 사옥이전 / 창립44주년 기념식/광동제약, 'SFA(영업지원시스템)' 도입
- 2008년 광동제약 최수부회장, '경영자 대상' 수상/비타500 20억병 판매돌파/광동제약 '가산문화재단' 제1회 장학증서 수여식 개최/광동옥수수수염차, 글로벌고객만족도 1위 인증/농촌진흥청·광동제약 공동연구, 산업화 M.O.U 체결/광동제약, 중국'산동루에사'와 항암 신약 라이센스 계약체결/제1회 옥수수가족환경캠프 개최/광동옥수수수염차 2억 5천만 병 판매 돌파/광동제약, 독일'레스프로텍트사'와 항암 신약 라이센스 계약체결/광동제약 '희망의 러브하우스'와 자매 결연식
- 2009년 광동제약 '가산문화재단' 제2회 장학증서 수여식/경제정의실천시민연합, '제18회 경제정의기업상' 수상/광동제약 '가산문화재단' 2009년, 제2회 장학증서 수여식/광동제약, '보이를 만나다' 출시/광동제약, 茶음료 '민들레 후' 출시/광동제약, 항혈소판제 '프로빅 정' 발매/광동제약 비타500, 광동옥수수수염차 탄소성적표지 인증 획득/광동제약, 유방암 치료신약 '뉴박스' 라이센스 계약 체결/약국 최초 발효 홍삼드링크 - '광동 발효홍삼眞액' 출시/광동제약, 대구경북한방산업진흥원 업무협력 협약 체결/광동제약, '동해바다 1032 해양심층수' 출시/제2회 옥수수가족환경캠프 개최/광동제약, 생약소화제 '위생수' 출시/광동제약, '광동 하이점프' 츄어블정 출시/광동제약, HACCP 인증 획득/광동제약, 신생아 호흡곤란증후군 치료제 '인파서프 주' 발매/광동제약 임직원, 밥상공동체와 연탄 무료지원 행사 실시/광동제약, '광동 발효쌍화' 출시/광동제약ㆍ문경시ㆍ대구경북한방산업진흥원ㆍ경북청정약용작물클러스터사업단 4자 MOU 체결/광동제약, '광동 비타민씨 정' 출시/광동제약, 어린이용 비타500 '비타500 키즈(kids)' 출시/광동제약, '고향 오미자' 드링크 출시/광동제약, 2009년 기부식품제공사업 '복지부 장관 표창' 수상
- 2010년 광동제약, 면역기능증진 기능식품 셀가드 출시/광동제약, 비타500 10돌 맞이 리뉴얼 제품 출시/광동제약-연세대, 항비만 신약 후보물질 기술이전 계약체결/광동제약 가산문화재단 2010년, 제3회 장학증서 수여식/광동제약, 방부제 없는 생약소화제 광동위생수 생록천 출시/고함량 멀티비타민제 마이어스콕정 공동개발 및 Co-마케팅 협약/광동제약-대한비타민연구회/광동 힘찬하루 헛개 茶 출시/광동쌍화탕 방부제가 없는 제품으로 교환 실시/영주 풍기인삼 산업 육성위한 양해각서 체결/광동제약-영주시-경북청정약용작물클러스터사업단/사회복지협의회 전국푸드뱅크 식품지원 협약/제 3회 옥수수가족 환경 캠프 개최/소비자시민모임, 2011 에너지위너상 에너지절약부문 수상/신개념 주ㆍ야간 구분 종합 감기약 하디D&N 출시/환경부, 저탄소녹색성장박람회 참가/스페인 살바트社와 과민성방광 치료 신약 공동개발 협정
- 2011년 서울환경운동연합 제1회 서울을 아름답게 만든 사람들 디딤돌상 수상/개량신약 에카렉스 현탁액 출시/가산문화재단, 2011년 제4회 장학증서 수여식/녹색구매 자발적 협약 (환경부)/광동제약 하남지점 신설/메이신 함량이 높은 옥수수수염 추출물의 제조방법 특허 출원(농촌진흥청 공동)/경제정의실천시민연합, 제20회 경제정의기업상 수상/저삼투압 이온음료 아쿠아온 출시/옥수수수염차 제4회 옥수수가족환경캠프 개최/제4회 옥수수가족 환경 캠프 개최/비타500 증강현실(AR) 마케팅 도입/신개념 주ㆍ야간 구분 종합 감기약 하디D & N 출시/환경부 저탄소녹색성장박람회 참가/한국NPO공동회의 2011 한국나눔봉사대상 우수상 수상
- 2012년 가산문화재단 '제5회 장학생 선발 및 수여식' 개최/제주도개발공사 '삼다수 유통사업 우선협상대상기업' 선정/평택 GMP공장 증축 리모델링/보건복지부, '혁신형제약기업 인증' 획득/농업진흥청 공동 '옥수수수염 메이신 다량 추출법' 특허 출원/대한암학회 공동 '제1회 광동 암학술상' 수상자 선정/한국백혈병소아암협회 '비타500 백혈병소아암치료지원 협약' 체결/착한드링크 비타500 '백혈병소아암 가족 초청 힐링로드' 개최/옥수수수염차 '제5회 옥수수가족환경캠프' 개최/환경부 '힘찬하루 헛개차, 탄소성적표지 인증' 획득/비타500, '2012 DMZ평화생명캠프' 개최/환경부 '비타500, 옥수수수염차 저탄소제품 인증' 획득/환경부, 'E-mart 옥수수수염차 저탄소제품 인증' 획득/환경부, 저탄소녹색정장박람회 참가/에너지절약실천부문 '서울특별시장' 표창/제주삼다수 판매 개시
- 2013년 7월 창업주 최수부 회장이 향년 78세에 별세/대표이사 최성원으로 변경
- 2014년 11월 광동제약 현CI 사용
- 2017년 교촌치킨와 공동 개발을 한 탄산음료 교촌 허니 스파클링 출시/조선무약 솔표브랜드 상표권 인수
- 2019년 광동제약-마더스팜 액상소화제 솔표위청수에프 공동판촉/코오롱제약-광동 솔표브랜드 판매 강화
- 2023년 코로나19 백신업체 모더나와 제휴/미국 협동조합 '선키스트(Sunkist Growers Inc.)' 와 라이센스 계약 체결

## 주요 의약품 및 음료 제품[2]
- 광동 경옥고
- 생록수에프
- 광동 우황청심원(구,거북표 우황청심원)[3]
- 광동 원방우황청심원
- 간비
- 광동금탕
- 광동쌍화탕
- 광동탕에이(구,광동탕)
- 광동탕엠액
- 코포랑(과립,캡슐)
- 비타 500 시리즈[4]
  - 비타 500
  - 비타 500 골드
  - 비타 500 A.C.E
  - 비타 500 Fresh
  - 비타 500 칼슘
  - 비타 500 에프
  - 비타 500 아이스
  - 비타 500 스파클링
  - 얼려먹는 비타500
  - 프리미엄 비타500
  - 비타 500 젤리(제조허가 및 제조원:청우식품)
  - 비타 500 로열폴리스
  - 비타 500 데일리스틱
  - 비타 500 맥스
  - 비타 500 원스틱
  - 비타 500 콜라겐
  - 비타 500 활력 비타민D
  - 비타 500 제로
  - 비타 500 제로 잔망루피 에디션
- 옥수수수염차[5]
- 제주 삼다수 (제조원 : 제주특별자치도개발공사)
- 헛개차
- 카페 드롭탑
- 야관문차 야왕
- 광동 돼지감자차
- 썬키스트
- 에이치포인트/마인드포인트
- 카맥스립밤
- 큐아크네 (제조허가 및 제조의뢰원 : ㈜퍼슨)
- 광동 공진단
- 광동 침향원
- 센소다임 (헤일리온의 브랜드)
- 플루아릭스 테트라 (수입원 : ㈜글락소스미스클라인)
- 풀케어 플러스 크림 (한국메나리니의 브랜드)
- 호르반 (판매원 : 한림제약㈜)
- 솔표 브랜드제품
  - 솔표 위청수(에프,골드)
  - 솔표 솔청수
  - 솔표 쌍감탕
  - 솔표 비타민C 1000mg
  - 솔표 황궁침향원

## 단종제품
- 기미녹각대보정
- 쾌장환
- 비너스환
- 광동 한방차
- 로이겔내복액
- 아이튼정
- 편자환
- 로에
- 운지천
- 광동진광탕
- 경옥고드링크
- 광동장원
- 은록천
- 광쌍탕/광쌍탕F
- 에파-7
- 광동장원보
- 광동다이어트
- 광동솔바람
- 교촌허니스파클링
- 솔표 브랜드제품
  - 솔표 우황청심원(환,액)
  - 솔표 원방우황청심원액

## 지점 현황
- 송탄공장: 경기도 평택시 경기대로 1081 (장당동)
- GMP공장 및 도매사업부: 경기도 평택시 산단로 114 (모곡동)
- R&DI센터: 서울특별시 구로구 디지털로 271, 12층 (구로동, 벽산디지털밸리3차)

## 논란
- 1966년 7월 광동 경옥고 발매 2년 7개월후 일부 부실 제약사 가짜 경옥고에서 재료가 잘못넣은 사건이 있었지만. 광동측에서 경옥고를 폐기처분 할 수밖에 없다는 점 말을 하였다.